# タラス・ブルラク
タラス・アレクサンドロヴィチ・ブルラク（ロシア語: Тара́с Алекса́ндрович Бурла́к, ラテン文字表記: Taras Aleksandrovich Burlak, 1990年2月22日 - ）は、ロシア・ウラジオストク出身の元同国代表サッカー選手。ポジションはディフェンダー。FCアルセナル・トゥーラ所属。

## 経歴

### クラブ
2007年からFCロコモティフ・モスクワに所属。2009年シーズンは経験を積むためFCヴォルガ・ニジニ・ノヴゴロドに所属した。2010年シーズンはロコモティフ・モスクワに復帰し、シーズン途中からトップチームに昇格。2011-12シーズンはユーリ・クラスノジャンが監督に就任するとレギュラーを確保した。
2014年1月30日、ユース時代から10年間過ごしたロコモティフ・モスクワを退団し、恩師リナト・ビリャレトディノフ率いるFCルビン・カザンに移籍した。
2018年1月16日、クリリヤ・ソヴェトフ・サマーラに移籍した。
2020年8月15日、FCアルセナル・トゥーラに移籍した。

### 代表
2011年6月、A代表初招集を受け、6月7日、カメルーン代表との親善試合で代表デビューを果たした。2011年6月現在のA代表選手が、東欧寄り出身の選手がほとんどの中、ロシアの極東部ウラジオストク出身のA代表選手は極めて稀なケースと言える。